# جورج ويتفيلد كراب
جورج ويتفيلد كراب هو سياسي أمريكي، ولد في 22 فبراير 1804 في مقاطعة بوتيتورت في الولايات المتحدة، وتوفي في 15 أغسطس 1846 في فيلادلفيا في الولايات المتحدة. نشط حزبياً في حزب اليمين. وقد انتخب عضو مجلس النواب الأمريكي ‏.